# Erslev (Favrskov Kommune)
 For alternative betydninger, se Erslev. (Se også artikler, som begynder med Erslev)
Erslev er en bebyggelse i Østjylland, der er beliggende 1,5 km nordøst for Nørre Galten. Nærmeste større by er Hadsten, der ligger omkring 3,5 sydvest for bebyggelsen. Erslev har tidligere haft en kirke, men hører nu under Nørre Galten Sogn. Bebyggelsen er beliggende i Favrskov Kommune.

## Erslev Kirke
Kirken benævnes første gang i 1448, og igen i 1524, som "Aarsløff Kirke". Efter en længere periode hvor den var lukket, modtog lensmanden på Dronningborg Slot den 27. maj 1553, en kongelig tilladelse til at nedbryde kirken. Granitstenene blev senere anvendt som grundvold for slotsmøllen.
Fundamentet blev gravet frem i 1919 og blev fredet i 1971.